# Graomys domorum
Graomys domorum é uma espécie de roedor da família Cricetidae.
Pode ser encontrada nos seguintes países: Argentina e Bolívia.